# L'Exécution de Maximilien
L'Exécution de Maximilien est un tableau réalisé par le peintre Édouard Manet en 1868/1869. La toile représente l'exécution de Maximilien de Habsbourg-Lorraine par un peloton d'exécution républicain en juin 1867.
Après la mort de Manet en 1883, la plus grande toile est découpée et ses fragments se trouvent aujourd'hui à Londres, l'étude à l'huile est envoyée à Copenhague et la première version du tableau à Boston.

## Contexte et genèse de l'œuvre
Pendant trois ans, Maximilien avait été empereur du Mexique sous la protection des troupes de Napoléon III. Au bout de ces trois années, l'empereur des Français ordonne le retrait de ses troupes et conseille à Maximilien d'abdiquer et d'embarquer pour l’Europe, car il est lucide vis-à-vis des soulèvements républicains au Mexique et soucieux de ne pas aggraver la situation entre le Second Empire et ses opposants républicains. Pensant la situation encore rattrapable, Maximilien tentera jusqu'au bout de maintenir son empire en place. Il tombe entre les mains des opposants républicains, et est condamné à mort (dans un théâtre transformé en cour de justice) et exécuté.
La nouvelle parvient à Manet au cours de l'Exposition universelle de 1867. Le peintre, depuis toujours fervent républicain, est scandalisé par la manière dont finit ce jeune prince. Il travaille plus d’une année à une petite étude à l'huile, une lithographie (interdite par la censure) et trois grands tableaux. De son vivant, Manet ne peut exposer ni vendre aucune de ces œuvres en France, même après la chute du Second Empire. L’Exécution est exposée dans un pavillon personnel au pont de l'Alma.
Après sa mort en 1883, la plus grande toile est découpée et ses fragments se trouvent aujourd'hui à Londres, l'étude à l'huile est envoyée à Copenhague et la première version du tableau à Boston.

## Les différentes versions de Manet

Tres de mayo de Francisco de Goya, 1814

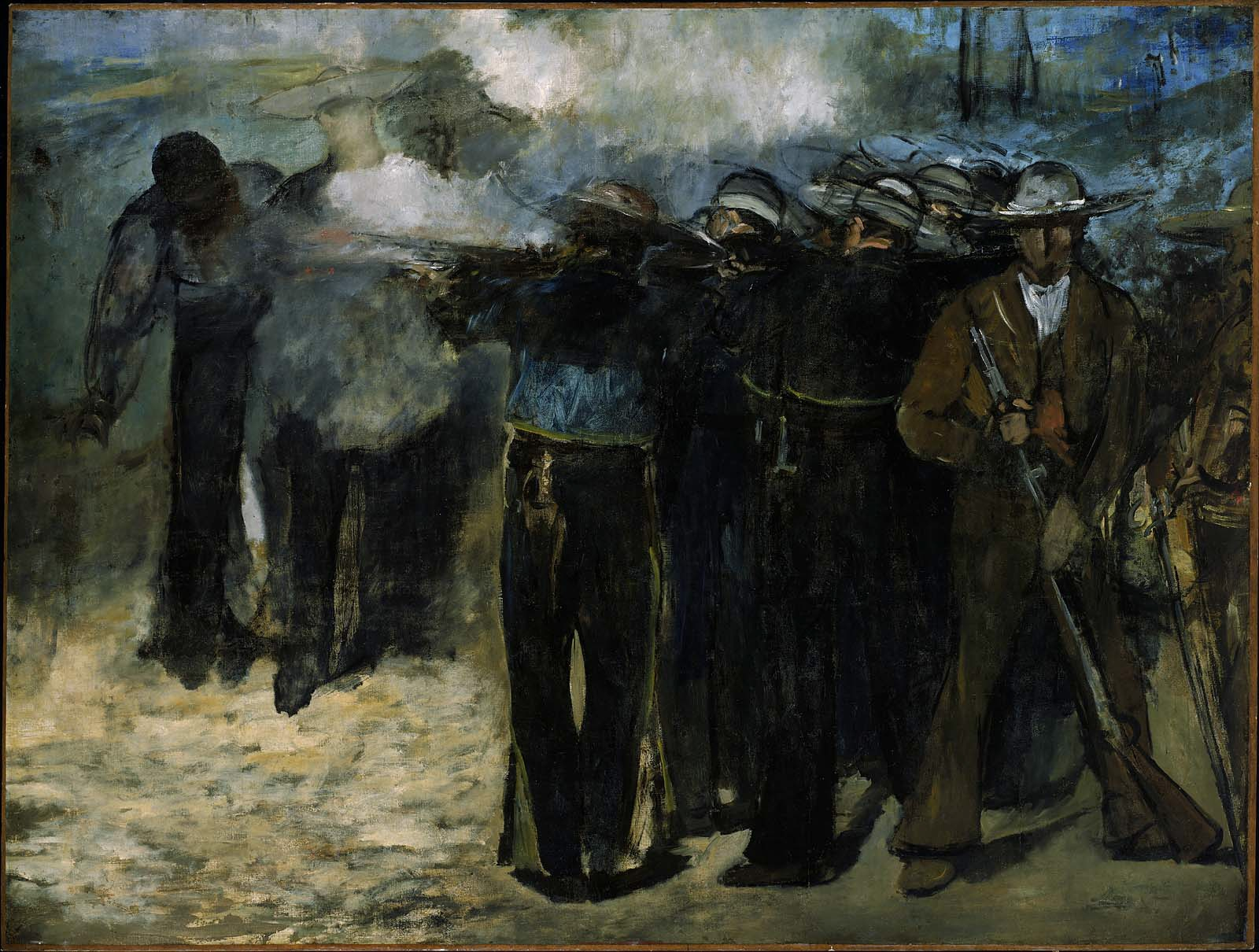
L'Exécution de Maximilien, première version 1867, Musée des beaux-arts de Boston

Manet a réalisé plusieurs versions de ce sujet. La première est au Musée des beaux-arts de Boston, des fragments de la deuxième sont rassemblés à la National Gallery de Londres, l'esquisse définitive est à la Ny Carlsberg Glyptotek de Copenhague, la composition finale, à la Kunsthalle de Mannheim. 

« La version de Boston est d'ailleurs la plus proche de Goya, par l'esprit romantique qui l'anime et par les tons chauds, qu'une harmonie froide de gris, de verts et de noirs remplacera dans les versions suivantes. Alors que Goya saisissait le moment où les soldats mettent en joue, Manet, lui, fixe le coup de feu. Cette version serait le laboratoire primitif de la composition. »

Inspirée du Tres de mayo de Goya, et cependant traitée d’une manière radicalement différente, la scène de L'Exécution de Maximilien satisfait Manet qui l'aurait sans doute proposée au salon si on ne lui avait pas fait savoir à l'avance qu'il serait refusé. Mais le tableau, connu dans le milieu artistique, fera des émules notamment avec Gérôme et son Exécution du maréchal Ney. Avec sa séquence des Exécutions, Manet est un exemple du dernier effort pour recréer la grande peinture d'histoire.
La dernière version, achevée en 1868 ou 1869, porte la date d'exécution de Maximilien. Elle a été vendue en 1898 par Suzanne Manet pour 5 000 francs à Paul Durand-Ruel, puis achetée par Denys Cochin pour 12 000 francs. En 1910 la Kunsthalle de Mannheim l'achète par le biais d'un don de la part de neuf allemands et par l'intermédiaire de la galerie Bernheim-Jeune et de Paul Cassirer pour la somme de 90 000 marks dans un contexte de controverse,.

## Les condamnés et la figure christique

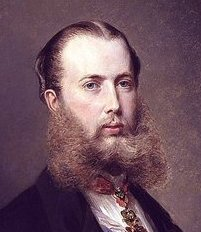
Maximilien, dans un tableau de Winterhalter (détail)

Maximilien est exécuté en compagnie de deux fidèles : le général Tomás Mejía (représenté avec une peau brune) et l'ancien président et général d'infanterie Miguel Miramón.
Quand il est abandonné par Napoléon III qui rappelle ses troupes en 1867, Maximilien refuse de partir avec le corps expéditionnaire français : « un Habsbourg [disait-il] ne désertera point le poste que la Providence lui a confié ». Il est pris par l'armée républicaine dans la ville de Querétaro après un siège de 72 jours. Dans le cloître où il est retenu, son adjudant trouve la couronne d'épines d'une statue du Christ. Maximilien lui déclare : « Laissez-la moi, elle me va bien ». À l'image du Christ, il déclare se sentir « trahi, trompé et volé… et enfin j'ai été trahi pour onze réaux… » Dans le tableau de Manet, le sombrero trace autour de son visage une large auréole claire.
Manet avait un jour affirmé : « Il est une chose que j'ai toujours eu l'ambition de peindre. Je voudrais peindre un Christ en croix… Quel symbole ! L'image de la douleur ». On trouve dans ce tableau une autre évocation de ce thème chrétien : la main gauche de Maximilien et celle de Miramon présentent des taches de sang alors que la salve part à peine. Ce détail non réaliste doit rappeler les stigmates du Christ.[réf. nécessaire]

## Le vrai coupable
Alors que dans sa première version conservée à Boston, les soldats du peloton d'exécution portent les habits et le sombrero des républicains, dans sa version finale, Manet les vêt d’uniformes de l’armée impériale française.
Dans sa première version, Manet se fait l'écho de l'opinion publique qui s'indigne du refus des républicains de gracier l'empereur.[réf. nécessaire]
Mais durant le mois de juillet 1867, la presse retourne ses accusations vers Napoléon III, à qui elle reproche d'avoir abandonné Maximilien. Dans les deux versions suivantes, Manet change les uniformes des soldats, et donne au sergent en képi rouge les traits de Napoléon III.
Il veut ainsi signifier au public que c'est véritablement la France qui assassine Maximilien. Le peuple mexicain est représenté au fond du tableau, en simple spectateur.[réf. nécessaire]

## L'inspiration

Les soldats du Tres de mayo.

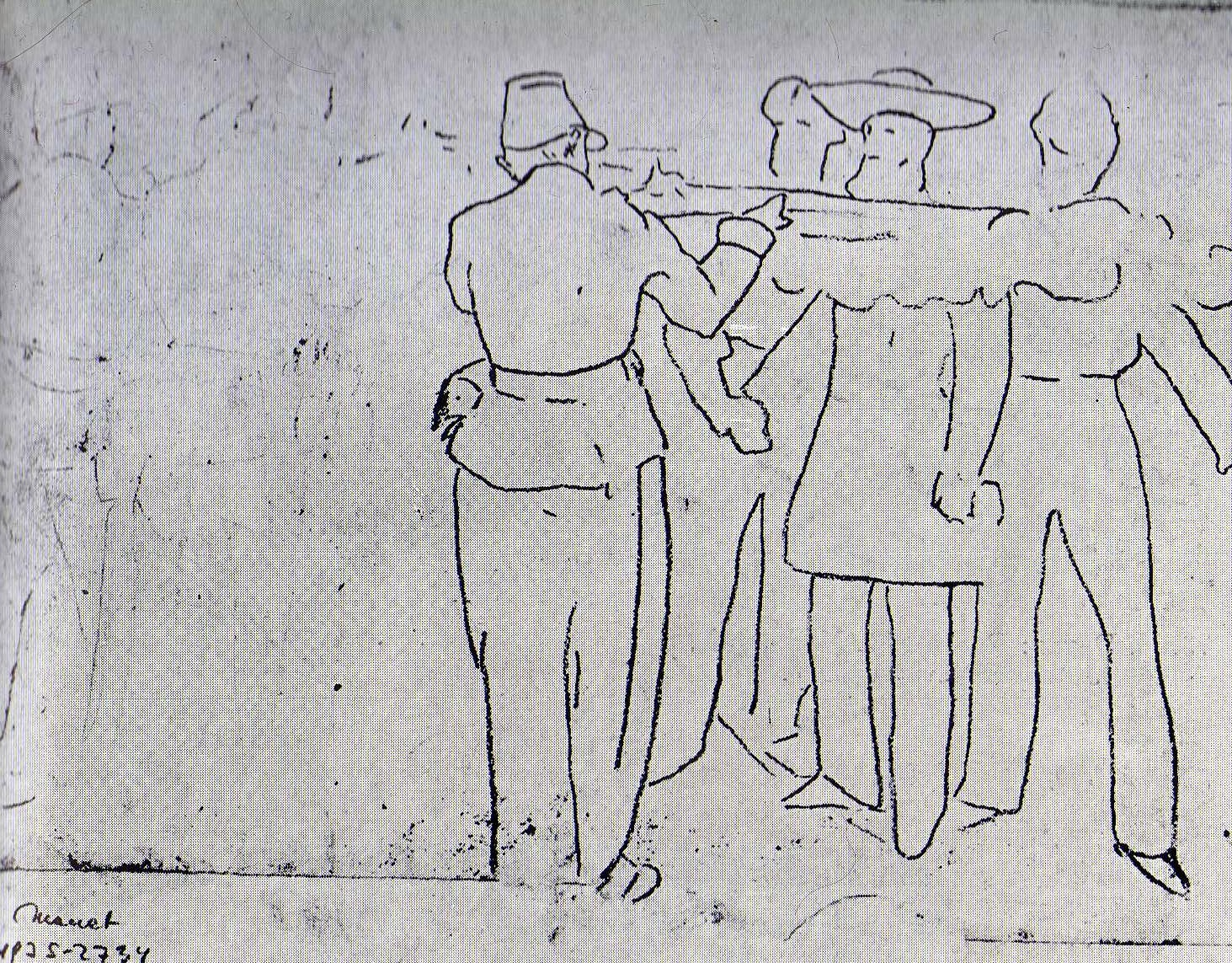
Esquisse de L'Exécution de Maximilien.

Le résultat est très largement inspiré du Tres de mayo de Francisco de Goya. Comme lui, il dénonce une scène de guerre. Comme lui, il met en scène des soldats en uniforme français. Les spectateurs aux figures torturées en arrière-plan qui représentent le peuple mexicain, de même que le général Mejía sont traités dans un style très proche de celui de Goya. La composition semble calquée sur le Tres de mayo, mais l'ensemble est cependant traité d’une manière radicalement différente. L'Exécution de Maximilien semble en effet dénuée de toute émotion violente : les soldats abattent tranquillement Maximilien tandis que l’un d’eux est occupé à recharger son fusil et que les badauds se pressent au-dessus du mur.
Manet a volontairement renoncé aux éléments dramatiques relatés par la presse de l'époque : les cercueils qui attendent, le prêtre, les fidèles en larmes et les bandeaux sur les yeux des généraux. Manet souhaite s'inscrire dans la tradition académique de la peinture historique — très appréciée à l'époque — sans doute dans la perspective de participer au salon officiel.

## L'influence photographique
Manet a dû avoir connaissance des photographies prises par François Aubert pendant et après l'exécution. Au nombre de seize, elles représentent les lieux en lien avec l'exécution, le peloton, les vêtements, et le corps sans vie de Maximilien. Quatre d'entre elles (la veste, le gilet, le peloton, et la prison) sont reproduites au format carte de visite et commercialisées par Disdéri, mais sous le nom d'Auguste Klein afin d'échapper à la censure : témoignant de l'ingérence politique de Napoléon III et des fautes commises par l'empire français, posséder ces images était en effet passible d'amendes ou d'une peine de prison. Décrites par Albert Wolff dans Le Figaro , Manet aurait pu en avoir connaissance, ce qui aurait pu l'inciter à modifier les uniformes des soldats sur la version de Boston, transformant les sombreros en képis, en donnant aux tissus une couleur bleu foncé.

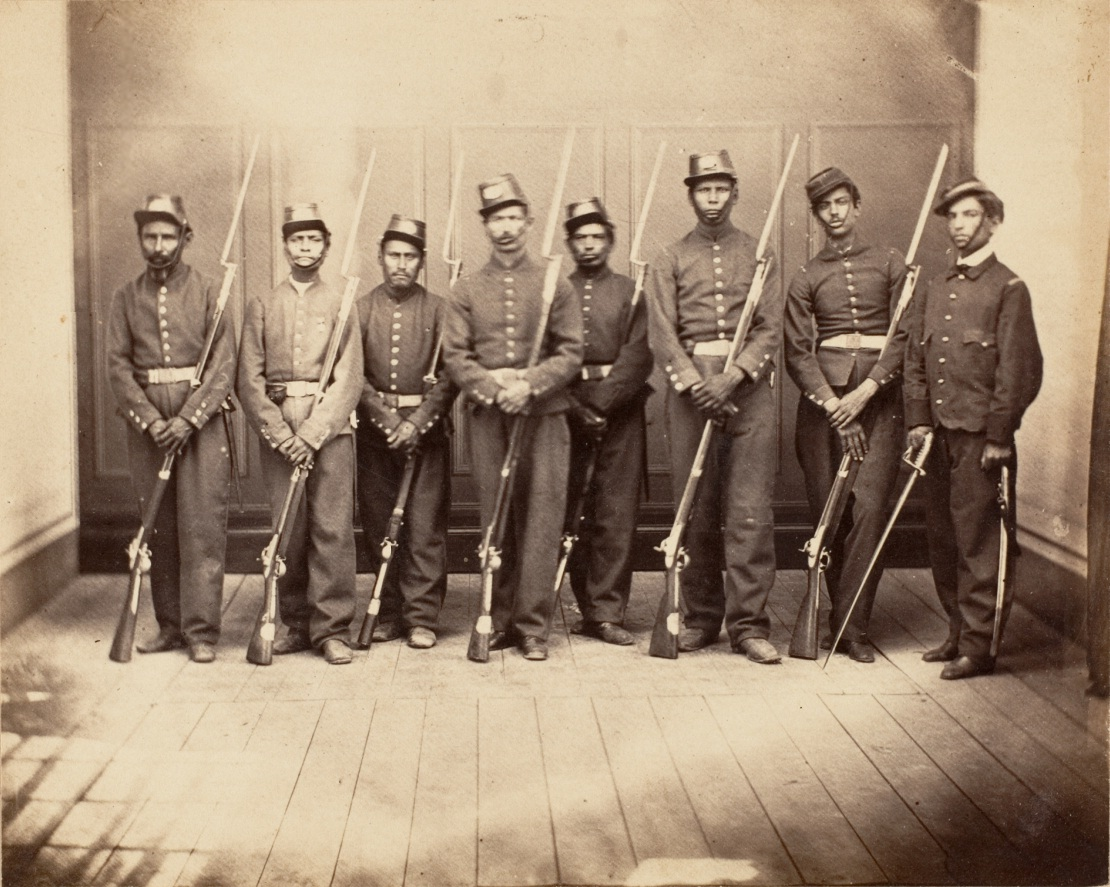
Peloton d'exécution de Maximilien, commandé par le colonel Palacios (à droite sur la photographie)
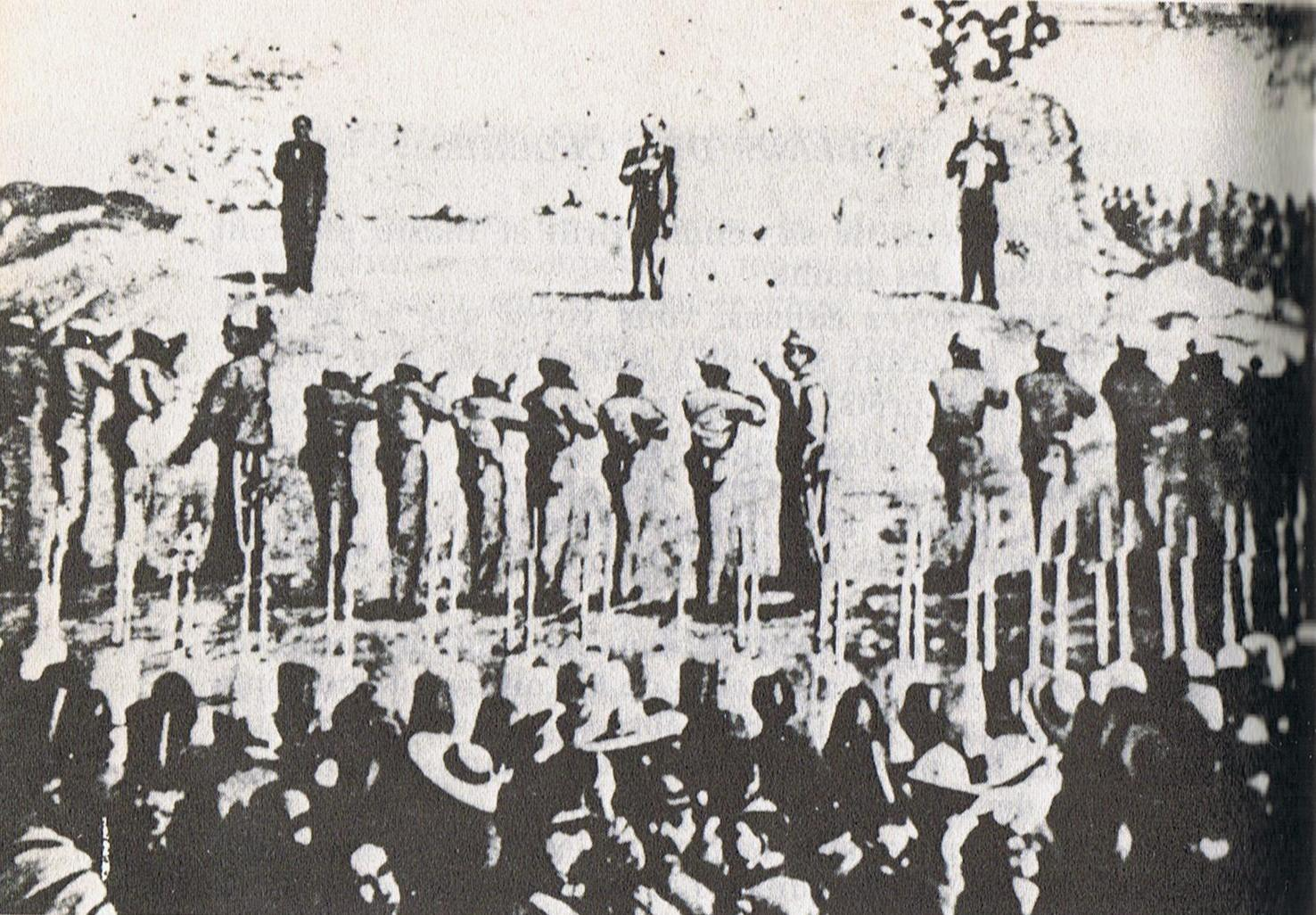
Exécution de Maximilien (à droite sur la photographie) de Miramón (au centre) et de Mejía